# سیارک ۴۳۴۰
سیارک ۴۳۴۰ (به انگلیسی: 4340 Dence، نامگذاری:1986JZ) چهار هزار و سیصد و چهلمین سیارک کشف شده‌است که در ۴ مه ۱۹۸۶ کشف شد.
قدر مطلق سیارک برابر ۱۳٫۱۰ است.